# Sedoheptuloza
Sedoheptuloza ili D-altro-heptuloza je ketoheptozni – a monosaharid sa sedam atoma ugljenika i ketonskom funkcionalnom grupom. Ona je jedna od nekoliko prirodnih heptoza.

## Literatura
- Robyt, John F. (1997). Essentials of Carbohydrate Chemistry (1. изд.). Springer. ISBN 978-0-387-94951-2.
- Lindhorst, Thisbe K. (2007). Essentials of Carbohydrate Chemistry and Biochemistry (1. изд.). Wiley-VCH. ISBN 978-3-527-31528-4.